# Zabłudów
Zabłudów is een stad in het Poolse woiwodschap Podlachië, gelegen in de powiat Białostocki. De oppervlakte bedraagt 14,3 km², het inwonertal 2393 (2005).